# 먼로주의

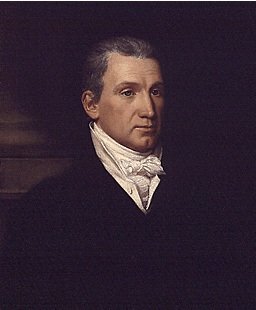
먼로주의를 주장한 제임스 먼로

먼로주의(영어: Monroe Doctrine)는 1823년 12월 2일에 미국의 제5대 대통령 제임스 먼로가 의회에 제출한 연두교서에서 밝힌 외교방침으로 유럽과 아메리카 대륙 간에 상호 불간섭을 주요내용으로 하는 외교적 고립정책을 말한다. 아울러 유럽 국가들에 의한 아메리카 대륙의 식민지 건설을 배격한다는 내용을 분명히 표방하였다. 이 선언으로 인해 중남미 독립 국가들은 미국으로부터의 독립을 인정 받게 되었으나 아메리카 대륙내에 질서가 미국 주도하에 일방적으로 재편되는 부작용도 발생하였다. 일방적인 외교방침의 선언이라 국제법과 같은 강제력은 없었으나 외교상 실질적인 효과를 불러왔다.

## 먼로주의 등장

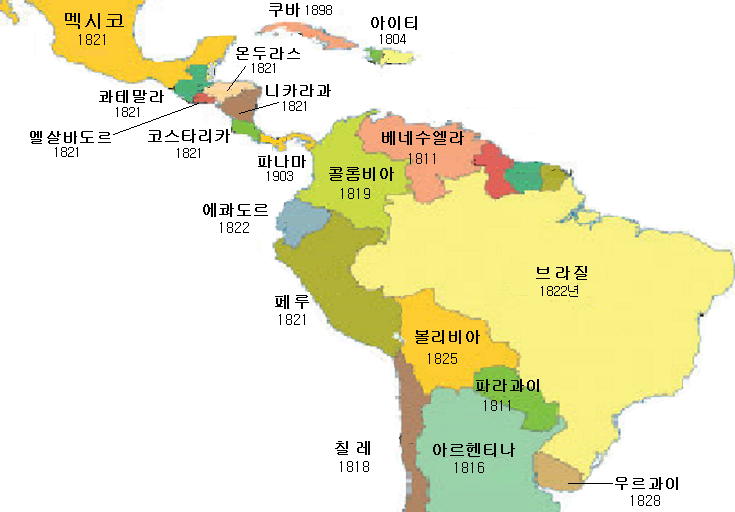
라틴 아메리카 독립 연도

1808년 나폴레옹의 스페인 침공후 벌어진 왕위찬탈이 계기가 되어 라틴 아메리카의 국가들은 독립투쟁을 벌렸으며 1820년대 들어 거의 대부분의 국가들이 독립을 쟁취하였다. 그러자 스페인과 포르투갈은 라틴 아메리카의 식민지 회복을 위해 유럽국가들로부터 도움 받기를 원하였다. 빈체제의 시작으로 결성된 신성동맹국(러시아, 프로이센, 오스트리아)들은 라틴 아메리카의 식민지를 회복시킬 의도가 있다고 발표하자, 미국은 바짝 긴장하지 않을 수 없었다. 만일 유럽이 아메리카에 식민지를 회복할 경우에 미국이 전쟁에 휘말려 자국의 안보에 위협요소가 될 수 있었고 최소한 영토확장에 지장을 초래할 수 있었기 때문이다.
영국은 신성동맹의 방침에 반대한다는 입장을 분명히 했다. 중남미와의 무역이 상업적으로 커다란 이익을 가져다주고 있었기 때문이었다. 영국은 러시아가 알래스카에 관심을 표명하며 태평양에 진출하려하자 이를 저지하고, 독립 직후의 중남미 여러 나라에 대한 유럽의 간섭을 막기 위하여 미국에게 공동선언을 제의한다. 그러나 미국이 독자적으로 선언을 하여야 한다는 국무장관 존 퀸시 애덤스의 주장을 먼로 대통령이 받아들여 단독으로 발표하였다.
당시 미국 대통령 제임스 먼로는 임기 7년째 되는 해(1823년)에 의회 일반교서 연설에서 처음으로 먼로주의를 밝혔다. 유럽 열강으로 하여금 더 이상 미 대륙을 식민지화 하거나 미국이나 멕시코 등 미 대륙에 있는 주권 국가에 대한 간섭을 거부하는 내용을 담고 있다. 그 대신 미국은 유럽 열강간의 전쟁에 대해 (설령 그것이 유럽에서 일어나는 전쟁이든 식민지에서의 전쟁이든 간) 중립을 표명하기로 했다. 하지만 만약 전쟁이 아메리카 대륙에서 일어날 경우, 미국은 그러한 행위를 미국에 대한 위협으로 간주하기로 했다.

## 내용
먼로 대통령은 미국이 아직 신생국이긴 하나 유럽 대륙의 전쟁과 내부 문제에 말려들지 않아야 하며, 마찬가지로 유럽에 대해서도 신세계의 문제에 끼어들지 말아야 한다고 생각했다. 먼로주의에 따르면 신세계와 구세계는 완전히 분리 독립된 체제로 되어 있으므로 그 영향권 역시 분리되어야 한다고 보았다. 신세계는 다시는 식민화되지 않을 것이며, 유럽 강국이 이 지역을 억압하거나 지배하려 든다면 이는 미국에 직접적인 위협이 될 것이었다. 이 선언은 아메리카 대륙을 유럽에서 분리시키는 효과를 불러왔다.
먼로 선언은 아메리카 대륙이 더 이상 유럽의 식민 지배를 용납하지 않으며, 유럽 강대국들이 아메리카 대륙에 대한 정치적 영향력을 확대하려는 책동은 미국에게 있어서 "평화와 안전에 위험한" 행동임을 알리려는 의도에서 나왔다. 기본적으로 먼로 선언은 유럽 국가들에게 "아메리카인을 위해 아메리카를 떠나라"는 경고였다. 먼로주의는 19세기 초반 대륙팽창의 시대를 상징한다. 먼로주의는 건국의 국부들의 고립주의적 전통을 따르는 방어적 수동적 선언이 아니라 대륙 팽창을 염두에 둔 적극적, 공격적 선언 이었다.

## 국제적 반응
당시 미국은 군사력이 약했기 때문에 먼로주의는 대체로 국제 사회에서 무시되었다. 특히 오스트리아 외상 클레멘스 폰 메테르니히는 먼로 선언을 "가장 존경 받을 만한 가치가 있는 유럽의 제도를 책망하고 비웃는 야비한 선언"이라고 비난했고 대부분의 유럽국가들은 먼로 독트린을 어떤 구속력이 없는 공허한 선언에 지나지 않는다고 생각했다. 그러나 영국이 영국의 패권(Pax Britannica)의 일환으로 암묵적으로 이를 승인하여 영국 해군으로 이를 보호했다.

## 영향

### 프랑스의 도전과 격퇴
먼로 독트린에 대한 유럽의 심각한 도전은 미국 남북 전쟁시에 발생했다. 멕시코는 19세기 후반, 혁명과 내전으로 경제가 악화되자 멕시코 베니토 후아레스 대통령은 1861년에 외채상환을 중지하였다. 프랑스는 스페인, 영국과 함께 1861년 겨울에 베라크루스항(港)을 봉쇄한후 멕시코 정부를 압박하며 채무 상환 협상을 진행했다. 스페인과 영국은 멕시코와 합의 한후 다음 해에 철수했다. 그러나 프랑스군은 멕시코시티를 점령한후 멕시코 제2제국을 건설하였다. 1865년 남북전쟁을 끝마친 미국은 먼로주의를 재차 확인하며 프랑스에 강력히 항의하였고 멕시코를 지원하였다. 결국, 프랑스는 1866년에 멕시코에서 철수하였다.

### 외교 정책의 분수령
먼로주의는 미국 외교 정책의 분수령이 되었다. 캘빈 쿨리지, 허버트 후버, 존 F. 케네디 등 먼 후대의 미국 대통령들도 인용한 바 있는 미국 외교사상 매우 길게 지속된 외교 입장이다. 먼로가 자신이 내세운 이 외교 방침의 의도와 영향이 2백여 년 동안 별 변화 없이 지속되리라고는 상상도 못했을 것이다. 먼로 선언이 원래 의도한 목표는 당시 막 독립한 라틴 아메리카 신생국들에 대한 유럽 열강의 간섭을 저지하는 것이었다.
후에 먼로주의에 대한 "루즈벨트 귀결(Roosevelt Corollary)"(시어도어 루즈벨트가 제시한 것이다)을 통해 미국은 라틴 아메리카에 군사적으로 개입하여 이 지역에 유럽의 영향력이 확대되는 것을 막고 새롭게 성장하는 자국의 영향권을 만들게 된다.

## 같이 보기
- 바나나 전쟁
- 미국의 외교 정책
- 포함외교
- 라틴아메리카–미국 관계